# SS Borinquen
El SS Borinquen, el nombre en lengua taína para Puerto Rico, fue un transatlántico de pasajeros botado el 24 de septiembre de 1930 y entregado a la Atlantic, Gulf & West Indies Steamship Lines (AGWI) en 1931 para su operación por su subsidiaria New York & Porto Rico Line. La línea operó el barco hasta que fue requisado por la War Shipping Administration (WSA) el último día de 1941 para el servicio como transporte de tropas. La línea operó entonces el barco como agente de la WSA hasta el 6 de mayo de 1944, cuando la operación fue transferido al Ejército de los Estados Unidos para apoyar el desembarco de Normandía y el barco llegó a las playas el 7 de junio de 1944. El Borinquen continuó en servicio después de la guerra hasta que fue entregado nuevamente a los propietarios el 14 de junio de 1946. El barco fue vendido en 1949 y se convirtió en el Arosa Star. Después de más ventas y cambios en las regulaciones de cruceros, el barco fue vendido nuevamente y encallado como La Jenelle en la costa de California en 1970.

## Hundimiento

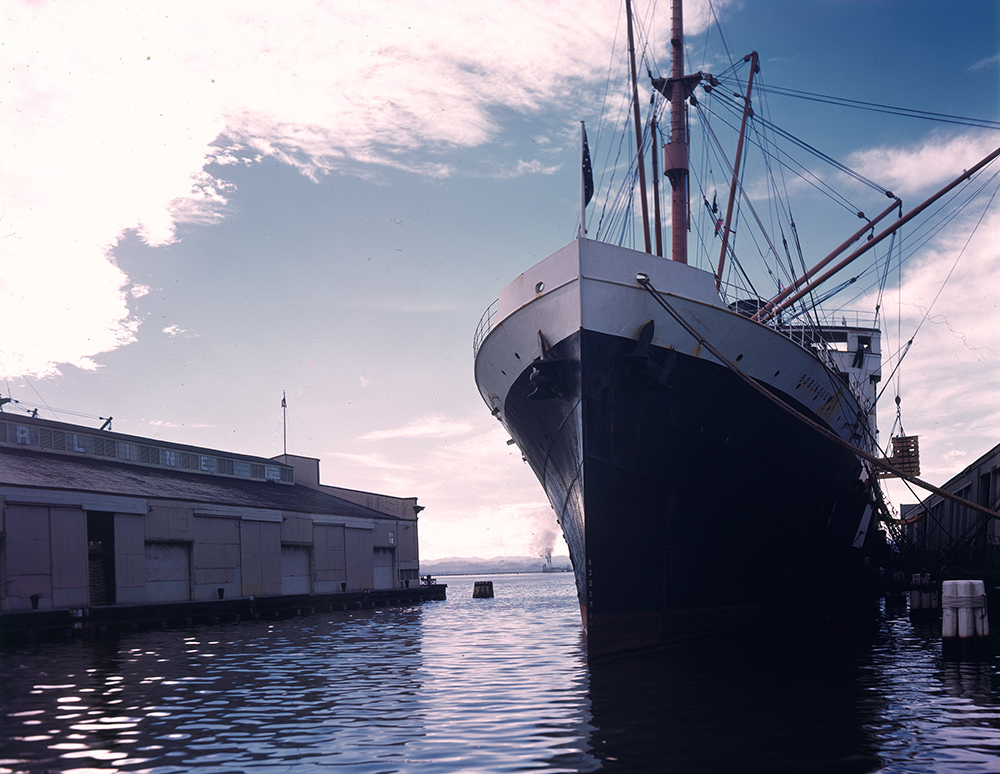
El Borinquen en 1939.

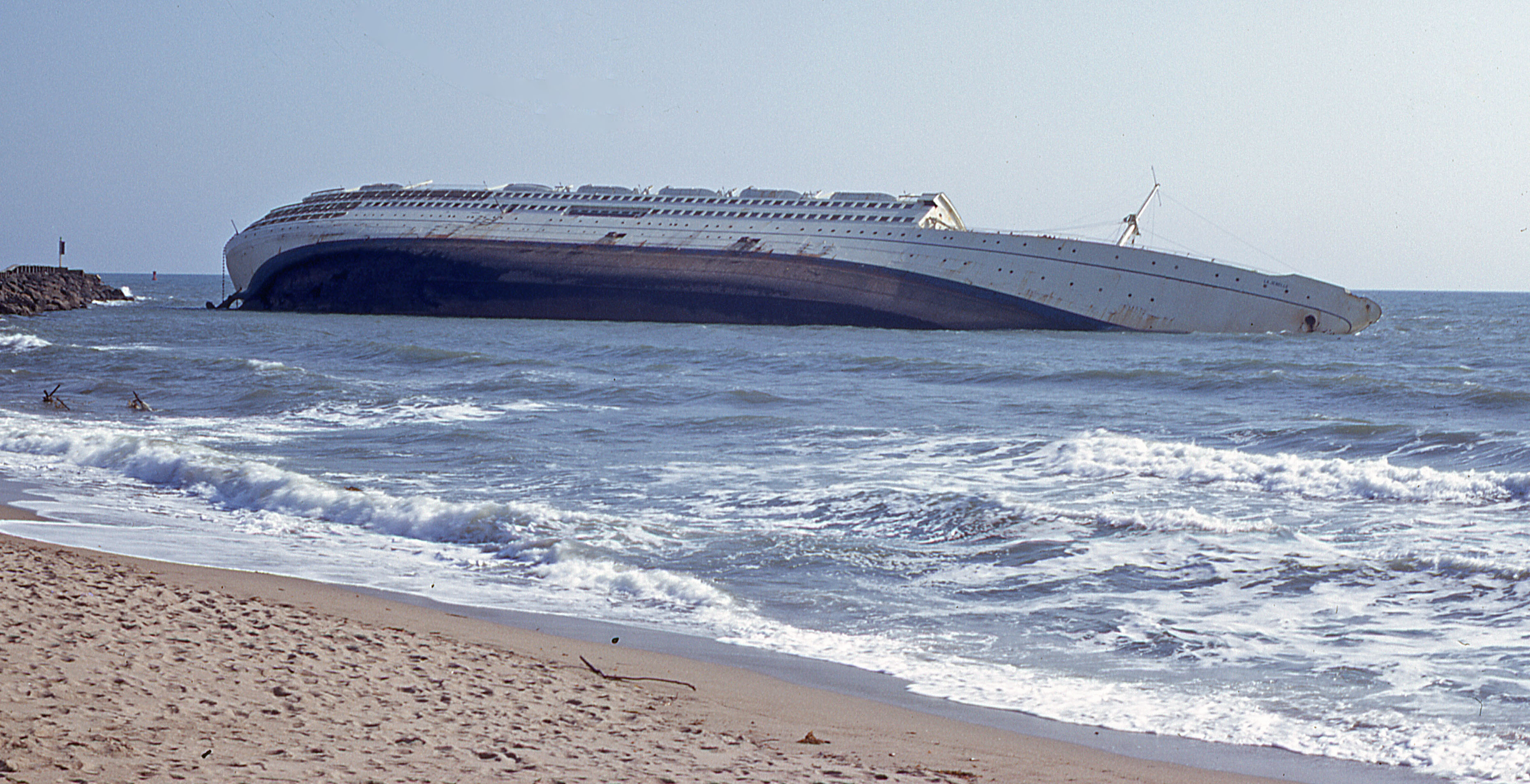
Naufragio del barco La Jenelle frente a la playa Silver Strand, California

En 1970, estaba anclado fuera del puerto de Port Hueneme, California, para evitar costosas tarifas de atraque mientras se hacían esfuerzos para encontrar un comprador. El 13 de abril, su suerte se acabó. Ese día en particular fue ventoso, con un vendaval del noroeste que arrancó las puntas de las olas. El mar rompía por todas partes y casi todos estaban en el puerto. El ancla de estribor de La Jenelle, el único que estaba fuera, comenzó a arrastrarse. Solo había dos tripulantes a bordo y no pudieron detener su deriva. Solo 23 minutos después, chocó contra la playa de arena al oeste del rompeolas de Port Hueneme, su popa rozando las rocas. La Jenelle comenzó a inclinarse mientras hacía agua. La tripulación permaneció a bordo, intentando secarla para poder enderezarla, pero el mar entraba a raudales por los numerosos ojos de buey y ventanas destrozadas, lo que hizo que sus esfuerzos fueran en vano. Un helicóptero llegó para rescatarlos mientras el barco se hundía aún más en la arena.
El La Jenelle resultó ser toda una atracción. Las multitudes acudieron a Silver Strand Beach para ver al gigante varado. Los surfistas remaron hasta el barco averiado para pasear por pasillos inclinados en ángulos imposibles, que recordaban a la película Poseidon Adventure. Los recogedores de basura recogieron sus huesos, arrancando los herrajes de latón sueltos y cualquier otra cosa de valor. Sus placas comenzaron a doblarse bajo el incesante golpeteo de las olas a medida que se destruía un compartimento tras otro. Un incendio, tal vez iniciado por vándalos, destruyó su interior. La Jenelle se convirtió en un verdadero peligro con el tiempo, ya que era imposible mantener a la gente alejada de ella. Finalmente, un cazador de recuerdos cayó del naufragio y se ahogó. Para entonces, los propietarios habían desaparecido de la escena durante el litigio que sigue a un incidente de este tipo. Un equipo de la Marina de los Estados Unidos cortó la parte superior del barco y trajo rocas para rellenar el cadáver. La Jenelle se transformó en un nuevo brazo para el rompeolas del puerto de Hueneme.